# Analitički stroj
Analitički stroj nastao je kao proširenje ideja koje je Charles Babbage oprobao u diferencijalnom stroju, s tim da je analitički stroj bio programibilan. Analitički stroj je imao je sve odlike modernih računala, što uključuje:
1. binarni sustav → svako računalo današnjice koristi takav brojevni sustav, koji se sastoji samo od jedinica i nula.
2. ulazno-izlazna jedinica (input/output unit) → jedinicu za upis podataka u računalo i za ispisivanje rezultata (pisač)
3. jedinicu za pohranu podataka → Charles Babbage je zamislio korištenje bušenih kartica za svoje računalo, a upravo to se kasnije koristilo za pohranjivanje podataka dok se nije otkrilo magnetsko zapisivanje.
4. centralna jedinica za obradu → jedinica koja će vršiti obradu podataka
5. programski jezik → analitički stroj imao je skup naredbi s kojim se upravljalo s podacima i s funkcijama centralne jedinice.